# Isaloides putus
Isaloides putus är en spindelart som först beskrevs av O. Pickard-Cambridge 1891.  Isaloides putus ingår i släktet Isaloides och familjen krabbspindlar. Inga underarter finns listade i Catalogue of Life.